# Horaken
Horaken (tschechisch Horáci, „Bergbewohner“) ist eine heute veraltete Bezeichnung der tschechischsprachigen Bevölkerung der Böhmisch-Mährischen Hochebenen.
Ihr Siedlungsgebiet schloss sich nördlich, westlich und südlich an das der Hannaken an und umfasste die Flussgebiete der Svratka und Svitava, das Hügelland zwischen Brno und Znojmo, das Gebirgsland Zábřežská vrchovina zwischen Plumlov, Konice und Litovel bis nach Loštice und Zábřeh sowie das Drahaner Bergland.
Der horakische Dialekt ist mit dem hannakischen vergleichbar und bildet mit diesem die mittelmährische Dialektgruppe. Hier klingen die Umlaute durch eine Vokalveränderung deutlich breiter als im böhmischen.
Dabei wird der i-Umlaut in e und der u-Umlaut in ü gewandelt. Einem o-Anlaut wird ein v vorangestellt und den Anlauten a, u, ü und ou ein k.